# سيباستيان راميريز
سيباستيان راميريز (بالإسبانية: Mario Sebastián Ramírez)‏ (18 مايو 1992 بمونتفيدو في الأوروغواي - ) هو لاعب كرة قدم أوروغواني في مركز الدفاع. لعب مع نادي ليفربول ونادي رينتيستاس.

## وصلات خارجية
- سيباستيان راميريز على موقع قاعدة بيانات كرة القدم.إي يو (الإنجليزية)
- سيباستيان راميريز على موقع Soccerway.com (الإنجليزية)
- سيباستيان راميريز على موقع عالم كرة القدم.نت (الإنجليزية)
- سيباستيان راميريز على موقع AS.com (الإسبانية)